# Phaeobotryosphaeria yerbae
Phaeobotryosphaeria yerbae är en svampart som beskrevs av Speg. 1908. Phaeobotryosphaeria yerbae ingår i släktet Phaeobotryosphaeria och familjen Botryosphaeriaceae.   Inga underarter finns listade i Catalogue of Life.